# Line-crosser (Betuwe)

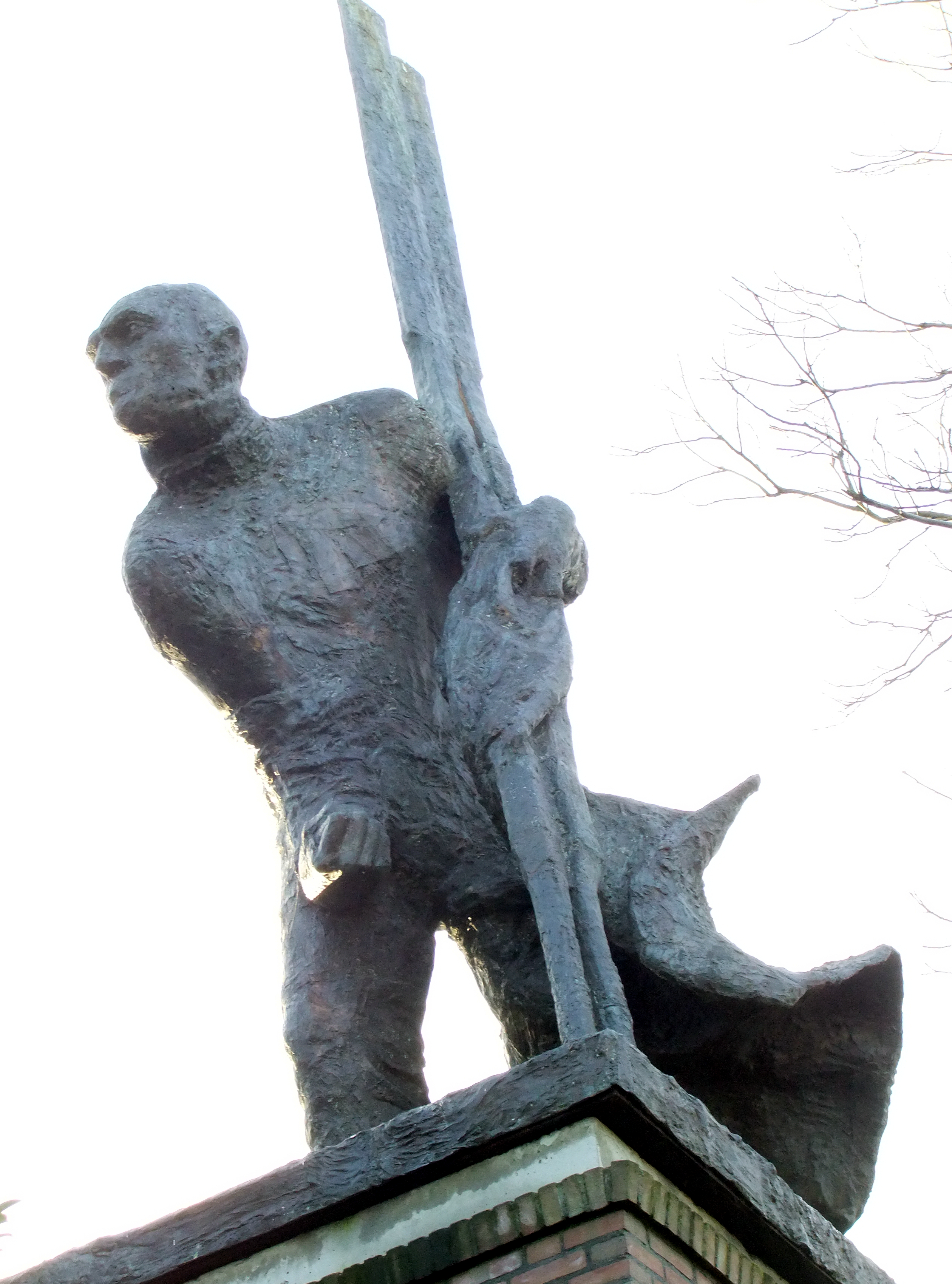
De Roeier in Zennewijnen

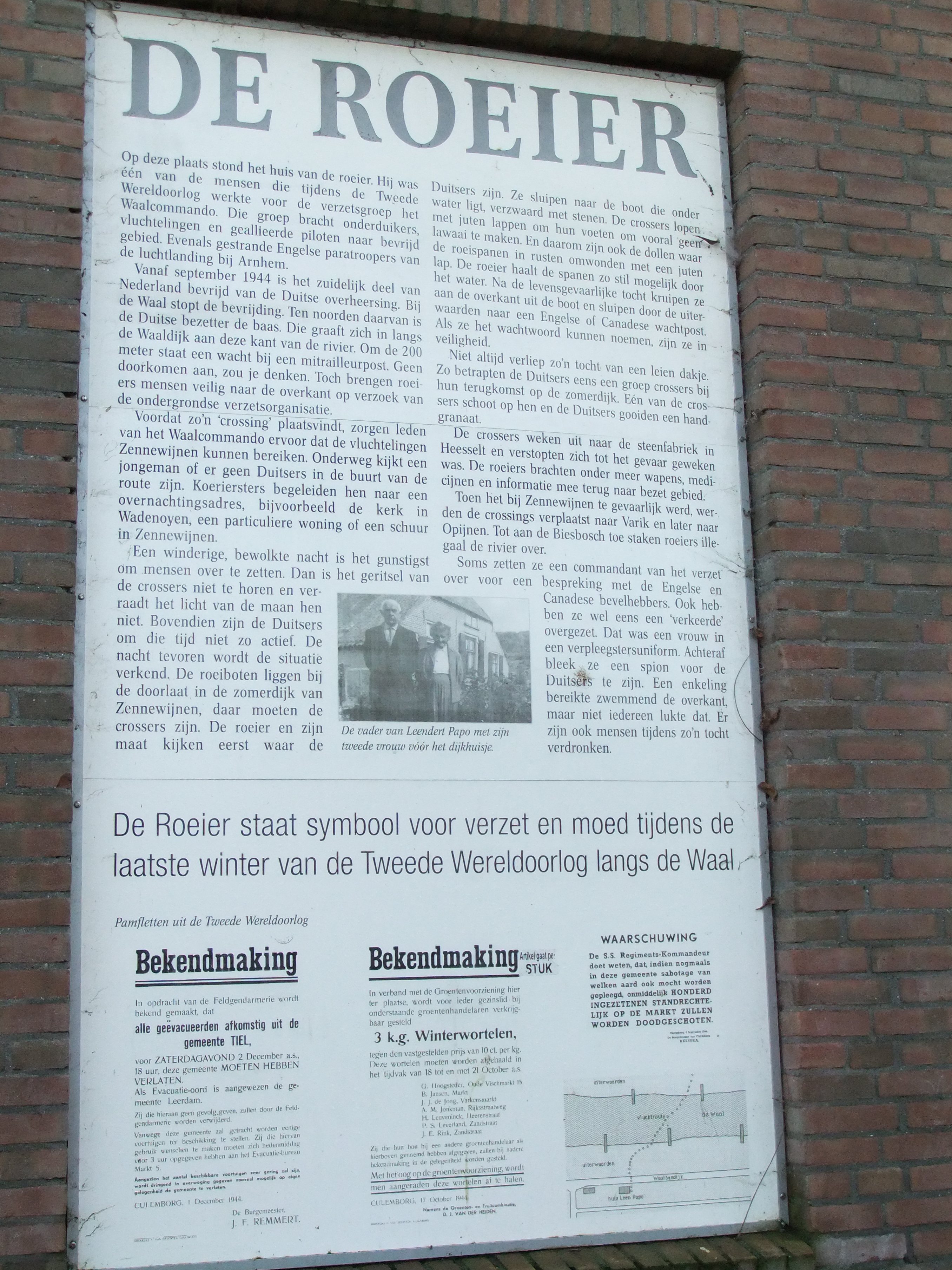
Informatiebord De Roeier

Line-crosser of liniecrosser is een begrip uit de Tweede Wereldoorlog. Hiermee worden personen bedoeld die tijdens de laatste maanden van de oorlog een verbinding over de frontlijn tot stand brachten van bezet gebied naar het bevrijde zuiden van Nederland en terug.
In het najaar van 1944 werd het zuiden van Nederland bevrijd door het Britse, Amerikaanse, Canadese en Poolse leger. De rivieren vormden sindsdien een langgerekte frontlijn. Line-crossers waren actief langs het gehele front, van Dodewaard tot aan de Biesbosch. Tot februari 1945 lag het zwaartepunt in de Betuwe.
De Duitsers traden hard op tegen crossers die gepakt werden. Hen wachtte vaak een standrechtelijke executie en in een aantal gevallen lieten de SD en Geheime Feldpolizei de stoffelijke overschotten verdwijnen. Een voorbeeld is de verdwijning van Van der Zalm, Noordzij en Oosterlee, die na de oorlog bij justitie te boek stond als de Tielcase.

## De Betuwe
De Waaloever tussen Ochten en Varik was een van de stroken die zich er goed voor leenden om de Waal over te steken. In het begin waren de Waalcrossers vooral geallieerde paratroopers die na de Slag om Arnhem waren achtergebleven in bezet gebied. Vanaf eind september, begin oktober 1944 doken mensen uit het verzet die gezocht werden of zich wilden aansluiten bij de geallieerde strijdkrachten op in de omgeving van Tiel. De crossers van het Waalcommando zetten hen in hun roeiboten over, evenals geallieerde piloten die neergekomen waren in bezet gebied, onderduikers en vluchtelingen.
In bevrijd gebied namen de crossers contact op met de Britse of Canadese wachtpost. Vaak werden ze daarna opgevangen door de stoottroepen en overgedragen aan de Britse dienst MI9 of aan het Nederlandse Bureau Inlichtingen. Zij brachten ook inlichtingen en microfilms naar de geallieerden; de inlichtingendienst IS 9 in Nijmegen was speciaal belast met de Betuwe. Sommige crossers werden gerekruteerd om in bezet gebied te worden ingezet als geheim agent, ook door de Amerikaanse inlichtingendienst Office of Strategic Services. Crossers die terug gingen naar bezet gebied kregen vaak wapens mee, medicijnen zoals insuline en penicilline, zendapparatuur en voedingsmiddelen.
Ook van Duitse zijde vonden crossings plaats, van geheim agenten en kleine militaire eenheden die hit-and-run-acties uitvoerden. Zij staken bijvoorbeeld woningen in brand en ontvoerden burgers om in bezet gebied te verhoren of bij wijze van represaille te fusilleren, zoals veertien mannen uit Wamel.
Een bekende crosser uit Zennewijnen was Leen Papo. Na de oorlog is hij verscheidene keren bedankt en onderscheiden voor zijn verzetswerk. In 1995 werd op de plaats waar zijn huis stond het beeld De Roeier geplaatst.